# Model przekroju geologicznego przez Sudety Zachodnie
Model przekroju geologicznego przez Sudety Zachodnie - zbudowany z kamienia przekrój geologiczny znajdujący się w Jeleniej Górze, w Parku Miejskim na Wzgórzu Kościuszki. Jest on położony w południowej części parku, na szczycie wzniesienia o wysokości 372 m n.p.m., skąd kiedyś widać było panoramę Karkonoszy (obecnie panorama jest zasłonięta przez drzewa). Przedstawia przekrój geologiczny przez Sudety Zachodnie od Teplic nad Metują w czeskich Górach Stołowych, przez Góry Krucze, Karkonosze, Góry i Pogórze Izerskie do góry Grodziec. Przekrój jest półkolisty i ma długość 20 metrów, a wysokość do 2 metrów. Wykonany jest z naturalnych skał występujących w Sudetach, m.in. piaskowców, porfirów, gnejsów, hornfelsów (Śnieżka), bazaltów (Grodziec), ułożonych tak, aby przypominały ich rzeczywisty układ w terenie. Górna krawędź przekroju naśladuje relief gór, m.in. panoramę Karkonoszy, jaką kiedyś można było stąd podziwiać.
Przekrój został zbudowany dzięki staraniom działaczy Towarzystwa Karkonoskiego (Riesengebirgsverein), a jego odsłonięcie nastąpiło 3 lipca 1902 roku.